# Dysdera pectinata
Dysdera pectinata este o specie de păianjeni din genul Dysdera, familia Dysderidae, descrisă de Deeleman-reinhold, 1988. Conform Catalogue of Life specia Dysdera pectinata nu are subspecii cunoscute.